# Black Hat Briefings

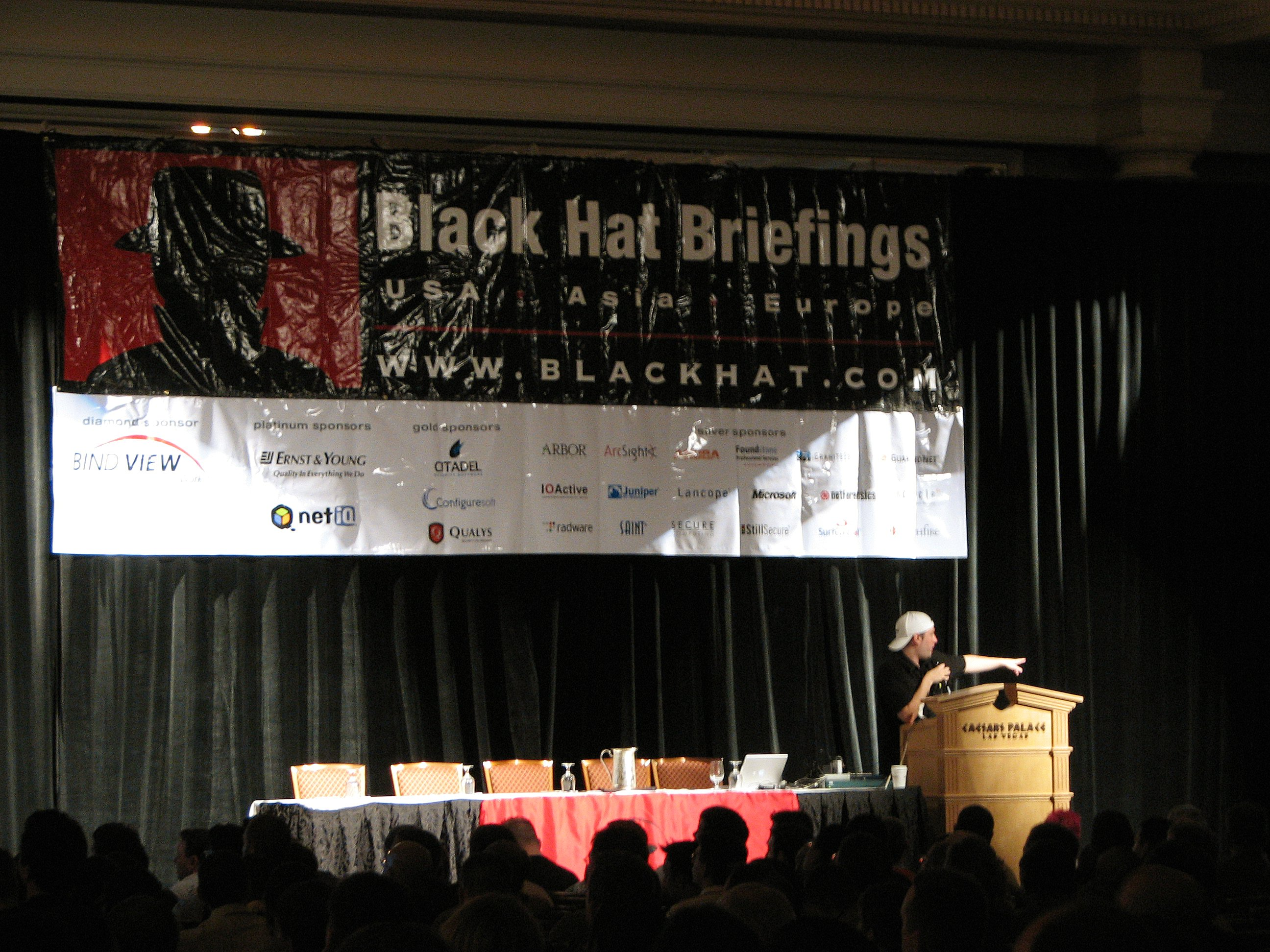
Майкл Томас Лінн виступає на конференції у 2005

Black Hat Conference (укр. Конференція чорних капелюхів) — конференція з комп'ютерної безпеки, що об'єднує людей, які цікавляться інформаційною безпекою. Конференцію відвідують як представники федеральних агентств і корпорацій, так і хакери. Briefings регулярно проходить в Лас-Вегасі, Амстердамі і Токіо. Захід, призначений спеціально для Федеральних служб, проводиться у Вашингтоні, округ Колумбія.

## Історія
Конференцію було засновано в 1997 році Джеффом Моссом, найбільш відомим завдяки створенню Black Hat і DEFCON, які вважаються головними в світі інформаційними конференціями з безпеки. Black Hat 2009 відвідали 4000 експертів і фахівців. Black Hat починалася як одна щорічна конференція, що проводиться в Лас-Вегасі, а тепер вона проходить у кількох місцях по всьому світу.

## Конференція
Black Hat складається з двох основних частин: Black Hat Briefings (обговорення) і Black Hat Trainings (навчання).
Навчання (англ. Trainings) пропонується різними постачальниками рішень в галузі комп'ютерної безпеки, з метою зберегти конференцію нейтральною стосовно постачальників рішень. У минулому на конференції проходив курс менеджера з інформаційного захисту Агентства національної безпеки, а також різні курси Cisco Systems, Offensive Security тощо.
Обговорення (англ. Briefings) складаються з треків (англ. tracks), що охоплюють різні теми, включаючи реверс інжиніринг, ідентифікацію і захист особистих даних, а також хакінг. Обговорення також можуть включати в себе ключові доповіді від визнаних експертів у галузі інформаційної безпеки, наприклад: Кевіна Митника; Роберта Ленца (CSO) у Міністерстві оборони США; Майкла Томаса Лінна і Аміта Йорана, колишнього гендиректора Національного відділу кіберзахисту при Міністерстві національної безпеки США.

## Зломи і викриття
Black Hat вже прославилася витівками її хакерського контингенту, а також викриттями у представлених там доповідях. Учасники конференції були помічені за зломом бездротових мереж, білінгових систем телебачення, і навіть банкоматів у своїх готелях. У 2009 році були зламані вебсайти, що належали кільком фахівцям і групам, після чого паролі, особисті листи, логи месенджерів та іншу документацію було викладено на зламаному сайті Дена Камінські за кілька днів до конференції. Під час Black Hat 2009 USB флеш-накопичувачі, що поширювались серед учасників Black Hat, виявилися зараженими вірусом Conficker, а в 2008 році троє французів були вигнані за перехоплення трафіку в локальній мережі прес-центру Black Hat.
У минулому компанії намагалися перешкодити дослідникам розкривати життєво важливу інформацію щодо своїх продуктів. Так, наприклад, на Black Hat 2005 Cisco Systems намагалася зупинити дослідника Майкла Лінна, щоб уникнути розголошення інформації про уразливість, яка, за його словами, дозволила б хакерам віртуально «вимкнути» Інтернет. Однак в останні роки дослідники працюють спільно з виробниками над виправленням помилок, а деякі з виробників навіть наймають хакерів для атаки на їхні продукти.